# Savita Punia
Savita Punia (en hindi : सविता पूनिया) née le 11 juillet 1990 dans l'état d'Haryana est une joueuse indienne de hockey sur gazon évoluant au poste de gardien de but,,,,,,.

## Carrière
En 2016, elle a affiché d'excellentes performances lorsqu'elle a résisté à un barrage de coins de pénalité contre le Japon dans la dernière minute pour aider l'Inde à conserver son avance de 1-0. Elle a aidé l'équipe à se qualifier pour les Jeux olympiques de Rio après 36 ans.